# Bulbostylis splendens
Bulbostylis splendens är en halvgräsart som beskrevs av Mark T. Strong. Bulbostylis splendens ingår i släktet Bulbostylis och familjen halvgräs. Inga underarter finns listade i Catalogue of Life.